# Hymenophyllum delicatulum
Hymenophyllum delicatulum är en hinnbräkenväxtart som beskrevs av Sehnem. Hymenophyllum delicatulum ingår i släktet Hymenophyllum och familjen Hymenophyllaceae. Inga underarter finns listade.